# Непослушная
«Непослу́шная» — российская эротическая мелодрама режиссёра Дмитрия Суворова. В главных ролях: Александр Петров и Анастасия Резник. Выход в широкий прокат состоялся 14 февраля 2023 года. В маркетинговой кампании отмечалось, что фильм является «ответом» на американскую мелодраму «50 оттенков серого».

## Сюжет
Фильм рассказывает о студентке по имени Эля, в университет которой приезжает руководитель строительной компании Матвей, чтобы поделиться планами застройки на месте древнего лесопарка. Эля выглядит весьма самоуверенно, что интригует Матвея, который пытается «купить» её. Но, как оказалось, Эля не нуждается в спонсоре, и в итоге Матвей решает предложить ей пари.

## В ролях
| Актёр             | Роль                                                            |
| ----------------- | --------------------------------------------------------------- |
| Александр Петров  | Матвей Рысак хозяин строительной компании «Рысак-Девелопмент»   |
| Анастасия Резник  | Эльвира Цветаева студентка экологического факультета            |
| Семён Арзуманов   | Артём Деловитов друг и однокурсник Эльвиры Цветаевой            |
| Ян Цапник         | Владимир Рысак отец Матвея, хозяин строительной компании        |
| Анна Чурина       | Виктория Рысак мать Матвея                                      |
| Владислав Ветров  | Юрий Петрович Цветаев отец Эльвиры, сборщик деревянных поддонов |
| Никита Тарасов    | Трофим Денисович декан экологического факультета                |
| Нелли Неведина    | Ольга Цветаева вторая жена Юрия                                 |
| Никита Померанцев | экзаменатор                                                     |
| Глеб Кулаков      | Ваня сын Ольги и Юрия                                           |

## Критика
Издание InterMedia отметило в фильме полное отсутствие даже намёка на альтруизм, а сюжетные несостыковки назвало «нормой для сценария». Никита Лаврецкий в своей статье для журнала «Афиша» резюмировал: «Главная проблема „Непослушной“ в ее серьезности. Вообще непонятно, как в 2023 году подобное кино можно снимать без иронии? Оказывается, можно, если вы не понимаете, что уже „Дикая орхидея“ (1989), золотая классика жанра, сама по себе была смехотворным фильмом. Однако в „Орхидее“ были Жаклин Биссет, Микки Рурк и разнузданный восьмидесятнический вайб, которому веришь»».